# In duo
In duo, pubblicato nel 2003, è una raccolta della cantante italiana Mina che ha raggiunto la sesta posizione in classifica.
Nel 2012, questa raccolta è stata rimossa dalla discografia sul sito ufficiale minamazzini.com.

## Descrizione
Tutti i pezzi tranne questa versione di La canzone di Marinella sono stati estratti da album già pubblicati, il duetto con Fabrizio De André era uscito nel '97 in una raccolta del cantautore chiamata Mi innamoravo di tutto.

## Tracce
1. Stay with me (Stay) (feat. Piero Pelù) (Tratta da Olio, 1999) – 4:13 (testo: Siobhan Fahey, Marcella Detroit, Jean Guiot, Maurizio Morante – musica: Siobhan Fahey, Marcella Detroit, Jean Guiot)
2. Questione di feeling (feat. Riccardo Cocciante) (Tratta da Finalmente ho conosciuto il conte Dracula..., 1985) – 4:15 (testo: Mogol – musica: Riccardo Cocciante)
3. Neri (feat. Renato Zero) (Tratta da Mina Nº 0, 1999) – 5:18 (testo: Renatozero – musica: Giulia Fasolino)
4. Via di qua (feat. Fausto Leali) (Tratta da Sì, buana, 1986) – 4:51 (testo: Giorgio Calabrese – musica: Massimiliano Pani)
5. Rotola la vita (feat. Audio2) (Tratta da Canarino mannaro, 1994) – 4:48 (Giovanni Donzelli, Vincenzo Leomporro)
6. Suona ancora (feat. Le Voci Atroci) (Tratta da Leggera, 1997) – 4:24 (Fernando Masi, Alioscia Bisceglia, Giuliano Palma, Michele Pauli, Alessio Argenteri)
7. Dottore (feat. Beppe Grillo) (Tratta da Cremona, 1996) – 5:29 (testo: Carlo Fava, Gianluca Martinelli – musica: Carlo Fava)
8. Come stai? (feat. Massimiliano Pani) (Tratta da Sorelle Lumière, 1992) – 4:35 (testo: Massimiliano Pani, Giorgio Calabrese, Claudia Ferrandi – musica: Massimiliano Pani)
9. Amore (feat. Riccardo Cocciante) (Tratta da Canarino mannaro, 1994) – 5:20 (testo: Maurizio Monti – musica: Riccardo Cocciante)
10. Contigo en la distancia (feat. Angel "Pato" Garcia) (Tratta da Salomè, 1981) – 3:13 (César Portillo De La Luz)
11. Parole parole (feat. Alberto Lupo) (Tratta da Cinquemilaquarantatre, 1972) – 3:56 (testo: Leo Chiosso, Giancarlo Del Re – musica: Gianni Ferrio)
12. Someday in My Life (feat. Mick Hucknall) (Tratta da Leggera, 1997) – 4:02 (Mick Hucknall)
13. Noi (feat. Massimo Lopez) (Tratta da Canarino mannaro, 1994) – 5:27 (Mauro Santoro)
14. E l'era tardi (feat. Enzo Jannacci) (Tratta da Mina quasi Jannacci, 1977) – 3:32 (Enzo Jannacci)
15. La canzone di Marinella (feat. Fabrizio De André) (Inedita su album) – 5:03 (Fabrizio De André)

## Versioni tracce
- La canzone di Marinella:

versione ("solo") del '67, vedi Dedicato a mio padre